# Bubo virginianus

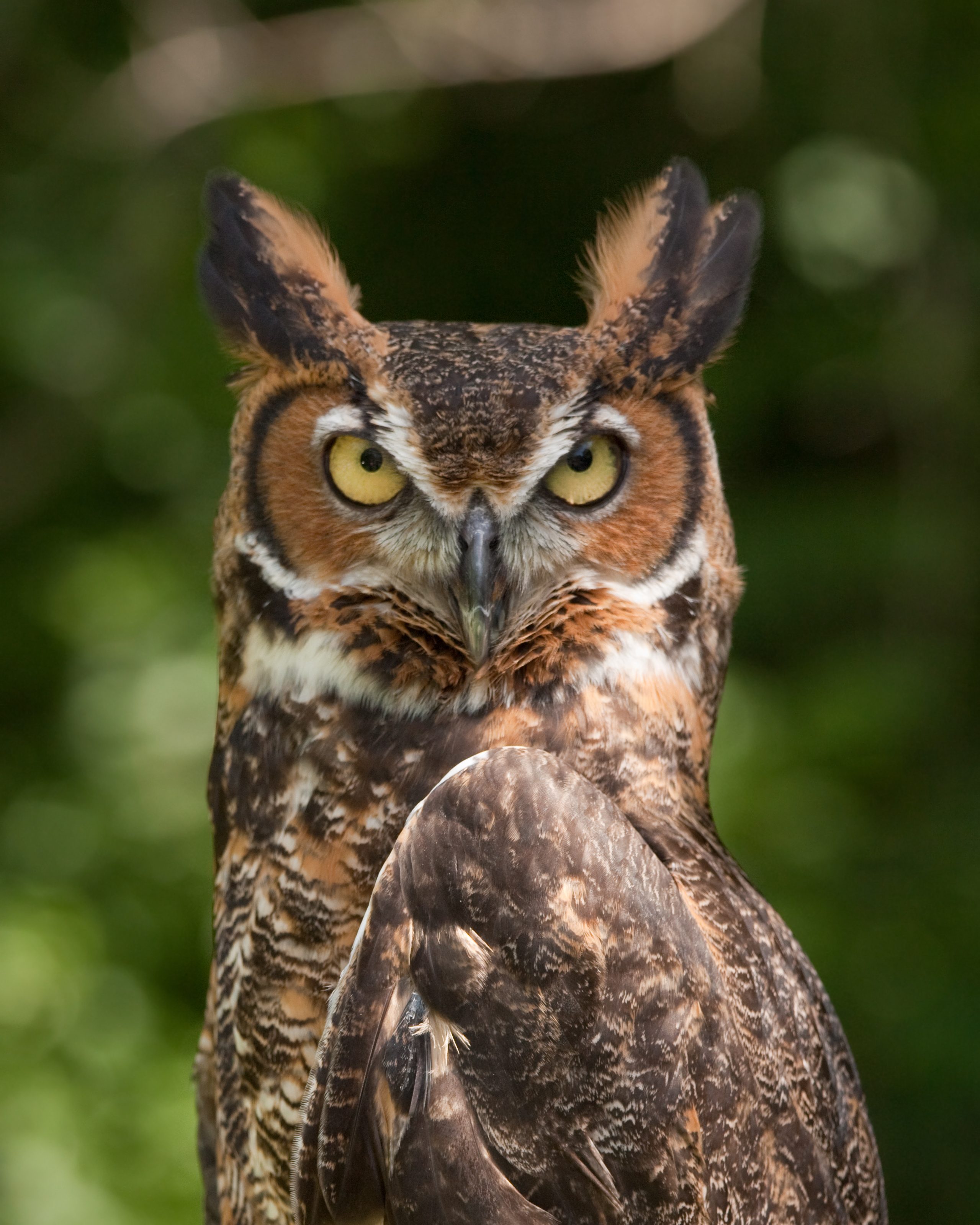

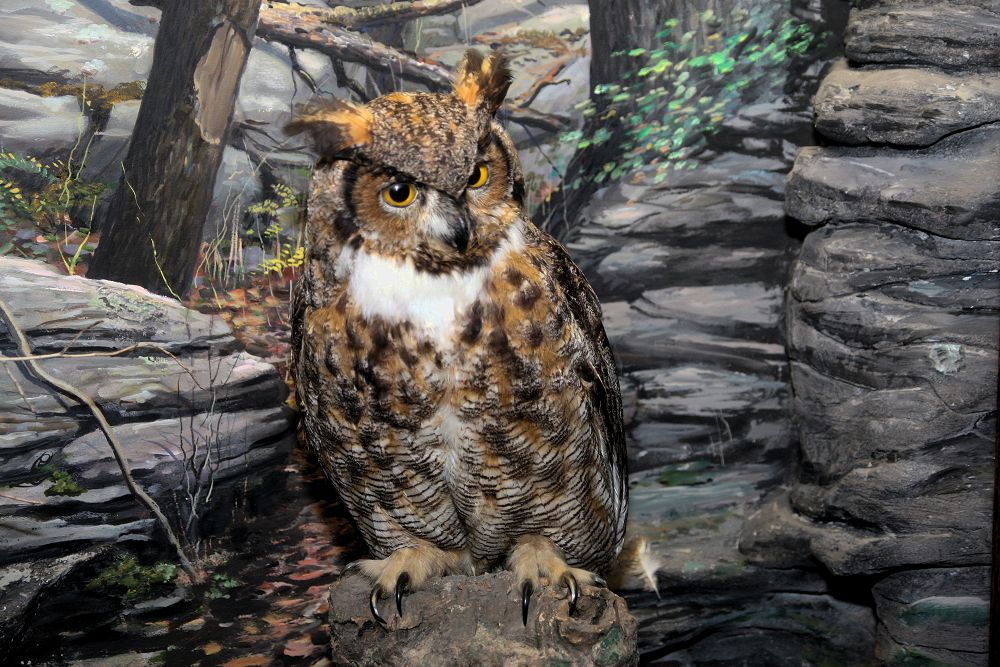

El búho americano (Bubo virginianus), con los nombres locales en Paraguay Brasil y Argentina derivados del guaraní: ñacurutú, yacurú y jacurutú; también conocido en inglés como búho cornudo, búho tigre o búho real americano y en guaraní conocido como Ñakurutú en Paraguay,es una especie de ave de la familia Strigidae nativo de América. Es un ave extremadamente adaptable que vive en una gran extensión de territorio y es el búho más ampliamente distribuido en las Américas. Si bien es de gran tamaño, presenta gran variación (en tamaño y coloración) dentro de su rango de distribución (no consistente con la latitud). De todas las especies del género Bubo que hay en el mundo, el búho cornudo es el único que vive en América. Habita una gran variedad de hábitats, áreas abiertas asociadas a bosques y cuerpos de agua, bosques tropicales, templados, pantanosos y de coníferas, además manglares, desiertos y páramos, y asimismo vegetación secundaria y parques (este búho está asociado a paisajes fragmentados por ser tolerante a las actividades humanas). Está estrechamente relacionado con el Búho real que ocupa el mismo nicho ecológico en Eurasia. El busardo colirrojo podría considerarse su equivalente ecológico diurno pues comparte con el búho americano hábitats, presas y hábitos de anidación similares.

## Taxonomía
El búho americano forma parte del género Bubo, que puede incluye otras especies de búho distribuidos predominantemente por Eurasia y África. Se cree que los antepasados de este búho llegaron a América a través del Puente de Beringia. Posteriormente, el Búho magallánico se separó del búho americano cuando este ya se encontraba ampliamente distribuido por América. Según el consenso general entre los científicos la división entre el búho nival y el búho americano se produjo en Eurasia y desde allí emigraron como especies separadas a América. Se ha sugerido que el búho americano y el búho real puedan ser conespecíficos, es decir, que ambos sean de la misma especie. Sin embargo, los estudios genéticos revelan que es el búho nival la especie viva más estrechamente relacionada con el búho americano. Se han encontrado restos fósiles del Pleistoceno de búhos pertenecientes al género Bubo en América del Norte pero parece ser que son especies diferentes o paleosubespecies del búho americano. 
El número de subespecies es muy debatido entre los científicos. Generalmente, 12 subespecies son reconocidas:
- B. v. elachistus (Brewster, 1902) Búho americano de Baja California  - vive en la Península de Baja California
- B. v. heterocnemis (Oberholser, 1904) Búho americano nororiental - desde el noreste de Canadá hasta la región de los Grandes Lagos.
- B. v. lagophonus (Oberholser, 1904) Búho americano de Alaska - desde Alaska hasta el noreste de Oregón, Idaho y el noroeste de Montana
- B. v. mayensis (Nelson, 1901) Búho americano del Yucatán - vive en la Península de Yucatán
- B. v. mesembrinus (Oberholser, 1904) Búho americano centroamericano - desde el sur de México hasta el oeste de Panamá
- B. v. nacurutu (Vieillot, 1817) Búho americano sudamericano o Ñacurutú - desde el este de Colombia hasta Las Guayanas y el norte de Brasil; y desde el sureste de Perú, Bolivia, Paraguay, Uruguay, norte de Argentina y este de Brasil
- B. v. nigrescens (Berlepsch, 1884) Búho americano andino - Cordillera de los Andes en Colombia, Ecuador y Perú
- B. v. pacificus (Cassin, 1854) Búho americano de California - costa oriental de América del Norte desde California central hasta Baja California
- B. v. pallescens (Stone, 1897) Búho americano del desierto - desde el suroeste de Estados Unidos hasta el sur de México
- B. v. saturatus (Ridgway, 1877) Búho americano del Pacífico - costa del Pacífico desde el sureste de Alaska hasta California central
- B. v. subarcticus (Hoy, 1852) Búho americano norteño - desde el oeste y centro de Canadá hasta el norte de Idaho
- B. v. virginianus (Gmelin, 1788) Búho americano oriental - desde el sureste de Canadá hasta el centro y este de Estados Unidos

## Subespecies
Búho americano de Baja California (Bubo virginianus elachistus) De color similar al pacificus pero aún más oscuro y con más barras, parecido a un saturatus miniaturizado. Es considerablemente más pequeño que pacificus;se la considera la subespecie más pequeña. Los machos tienen una longitud en el ala de 30 a 33 cm, una longitud de la cola de 17 a 20 cm y una longitud del pico de 3,3 a 3,8 cm. Vive en la misma zona todo el año y no realiza migraciones estacionales.
Búho americano nororiental (Bubo virginianus heterocnemis) Se reproduce en el este de Canadá (norte de Quebec, Labrador, Terranova). Su área de reproducción parece estar delineada al sur por el Río San Lorenzo. En invierno, esta raza puede dispersarse hacia el sur a lo largo de Ontario hasta el noreste de los Estados Unidos. Esta subespecie puede ser sinónimo de saturatus, aunque su distribución se aleja bastante de esta raza al este. B. v. heterocnemis está rodeado al oeste por la subespecie bastante más pálida subarcticus  y al sur por virginianus, con esta última subespecie los rangos se superponen y pueden llegar a hibridar. Es una raza bastante oscura y gris, con una multitud de barras en el plumaje. Una forma bastante oscura y gris, fuertemente barrada. Es la subespecie de mayor tamaño y los machos tienen un ala con una longitud de entre 35 y 36 cm y las hembras entre 37 y 39 cm. En ambos sexos, la cola mide 22 a 25 cm y el pico es de 3,8 a 4,8 cm.
Búho americano de Alaska (Bubo virginianus lagophonus)
Búho americano del Yucatán (Bubo virginianus mayensis) Residente todo el año en la misma zona, sin realizar migraciones estacionales. Es una subespecie medianamente pálida, bastante similar a pallescens tanto en tono como en marcas ventrales. B. v. Mayensis es más pequeño que todas las subespescies de Norteamérica y es solo un poco más grande que elachistus. Los machos tienen unas alas con una longitud de 29-34 cm y una cola de 18-19 cm. Las hembras, en cambio, tienen unas alas de 30-35 cm de longitud y la cola entre 19-21 cm. 
Búho americano centroamericano (Bubo virginianus mesembrinus)
Búho americano sudamericano o Ñacurutú (Bubo virginianus nacurutu) Incluye las subespecies propuestas scotinus, elutus y deserti. Es un ave pálida de color marrón en tonos tierra. Las aves del interior semiárido de Brasil, a menudo, son más blancas contra un fondo gris oscuro en las coberteras de la cola y los penachos en forma de orejas (a veces separadas como deserti). Esta especie es menos oscura que nigrescens. Es la única subespecie donde el iris es ámbar, no amarillo. B. v. nacurutu es una raza de tamaño mediano, más pequeña que la mayoría de América del Norte, pero no tan pequeña como algunas de las especies mexicanas. La longitud del ala es de 33–35 cm en los machos y 34-37 cm en las hembras. La cola en ambos sexos puede variar de 18 a 21 cm. La característica más notable de esta especie es su gran pico,[cita requerida] de 4,3 a 5,2 mm (1.7 a 2.0 pulgadas), que es el pico más grande en comparación con su tamaño total de entre todas las subespecies de búho americano.
Búho americano andino (Bubo virginianus nigrescens) Es una subespecie oscura de color marrón grisáceo con marcadas manchas oscuras. Esta es la especie  de color más oscuro, aunque compite por ello con saturatus y elachistus. Esta especie apenas tiene el matiz rojizo de otras subespecies, aunque algunos nigrescens pueden tener un disco facial de color canela. Es la subespecie más grande de Sudamérica, tiene una longitud de ala de 34–36 cm en machos y 35–38 cm en hembras. La cola en ambos sexos puede variar de 18 a 21 cm. La longitud del pico es de 4 a 5 cm, relativamente grande como sucede en nacurutu.
Búho americano de California (Bubo virginianus pacificus) Plumaje bastante marrón y con vermiculaciones menos marcadas que en saturatus pero más marcadas que en pallescens. Las garras están manchadas de oscuro. El disco facial a menudo tiene manchas oscuras. Esta raza de cuerpo bastante pequeño tiene el registro de menor peso en un macho del búho americano. La longitud del ala es de 30-36 cm en los machos y 33–37 cm en las hembras. La masa corporal varía de 680 a 1,272 g en los machos y de 825 a 1,668 g en las hembras. La longitud de la cola es de 17 a 21 cm y de 20 a 23 cm en machos y hembras, respectivamente.  
Búho americano del desierto (Bubo virginianus pallescens) Es una subespecie de color beige oscuro con vermiculaciones en la parte inferior. Una raza pequeña, tiene una de longitud de ala ligeramente mayor que el pacificus, pero pesa menos de media. La longitud del ala es de 31–36 cm en los machos y 33–38 cm en las hembras. La masa corporal varía de 724 a 1.257 g  en machos y de 801 a 1.550 g en hembras. En ambos sexos, la longitud de la cola es de 19 a 23 cm (7,5 a 9,3 pulgadas) y la longitud del pico es de 3,3 a 4,3 cm.    
Búho americano del Pacífico (Bubo virginianus saturatus) Una subespecie oscura y pardusca en general con la parte inferior fuertemente barrada y moteada, con una base de color marrón oscuro. Las aves del interior (para algunos científicos separadas en lagophonus) tienden a tener una base más grisácea, siendo las lechuzas costeras puramente marrones. Por lo demás, los búhos del interior y de la costa son prácticamente iguales. El disco facial puede variar entre gris, gris rojizo y rojo oscuro. Las patas suelen ser de color gris oscuro y están más fuertemente barradas que en las otras subespecies norteamericanas. Es una subespecie bastante grande en líneas generales y los búhos de Alaska probablemente superen a todas las demás subespecies en tamaño con la excepción de heterocnemis. La longitud del ala es de 33–37 cm en los machos y 33–40 cm en las hembras. La longitud de la cola es de 19 a 24 cm y de 19 a 25 cm en machos y hembras respectivamente. En ambos sexos, la longitud del pico y tarso es de 3,5 a 4,4 cm.     
Búho americano norteño (Bubo virginianus subarcticus) Esta es la subespecie más pálida de búho americano, con el color de fondo esencialmente blanquecino con un leve tono amarillo brillante en la parte superior; la nitidez de las vermiculaciones negras en la parte inferior es variable entre barras más definidas y otras más difusas. Esta raza muestra poca o ninguna coloración rojiza. Muestra una gran variación en su aspecto entre poblaciones siendo las de Estados Unidos de color grisáceo y bastante barrados y los de las zonas subárticas de Canadá que son de color muy pálido y apenas barrados. Las aves jóvenes muy pálidas son similares a las lechuzas nivales hembra y pueden ser identificadas erróneamente desde una distancia lejana. En el oeste de Canadá, subarcticus puede hibridar con saturatus y lo mismo sucede con heterocnemis en el este. En ambos casos, pueden producir híbridos de aspecto intermedio de tono rojizo, parecido a un virginianus pero con un contraste de colores más agudo. La longitud del ala es de 32–37 cm (12.7–14.6 in) en los machos y 33–39 cm en las hembras. La masa corporal varía de 865 a 1,460 g (1.907 a 3.219 lb) en los machos y de 1,112 a 2,046 g en las hembras. La longitud de la cola es de 20 a 22 cm y de 20 a 24 cm en machos y hembras, respectivamente. La longitud del pico es de 3,5 a 4,3 cm en ambos sexo.    
Búho americano oriental (Bubo virginianus virginianus) La subespecie nominal es una forma de tono medio, ni muy oscura ni muy pálida. Tiende a tener un plumaje con bastante tonalidad rojiza y abundante barrado de color pardo oscuro en contraste con el color de fondo más claro. Los dedos suelen ser de color castaño, amarillento o crema y las patas están profusamente barradas. El disco facial es, por lo general, de un color rojo o anaranjado. Esta es una subespecie moderadamente grande, con una longitud del ala de 31–37 cm en machos y 34–38 cm en las hembras. mujeres. Esta es la subespecie conocida de mayor masa corporal, aunque esto podría cambiar oyes se desconoce los pesos de la mayoría de las subespecies, llegando los machos a pesar de 985 a 1,588 g y las hembras de 1,417 a 2,503 g. La longitud de la cola es de 19 a 23 cm (7.5 a 9.3 in) y la longitud del pico de 3,5 a 5 cm. B. v. virginianus es también la subespecie con los penachos más grandes en relación con su tamaño general.

## Descripción
El búho americano es el búho más pesado existente en América Central y del Sur y es el segundo búho más pesado en América del Norte, después del búho nival con el que esta estrechamente relacionado. Tiene una constitución fuerte, con un cuerpo en forma de barril, una cabeza grande y alas anchas. Su tamaño puede variar considerablemente en su rango, con poblaciones en el interior de Alaska y Ontario siendo más grandes y poblaciones en California y Texas siendo más pequeñas, aunque las de la península de Yucatán y Baja California parecen ser aún más pequeñas. Los búhos adultos tienen una longitud de 43 a 64 cm, con un promedio de 55 cm y poseen una envergadura de 91 a 153 cm, con un promedio de 122 cm. Las hembras son algo más grandes que los machos. De media el peso corporal es de 1.608 kg  en las hembras y 1.224 kg para los machos. Dependiendo de la subespecie, el peso máximo puede alcanzar 2,503 kg.
La longitud del ala es de 29–40 cm, siendo unas alas relativamente pequeñas en comparación con la masa corporal del ave. La cola, que es relativamente corta, como es típico en la mayoría de los búhos, tiene una longitud de 17 a 25 cm. Al igual que otras especies de búhos, el búho americano es capaz de realizar un "vuelo silencioso", que es la forma en que los búhos vuelan sin hacer casi ningún ruido perceptible, a pesar de su gran tamaño. Esto es posible gracias a tres componentes de la estructura del ala del búho. 
Las patas, los pies y las garras son grandes y poderosos. La longitud del pie completamente extendido, de una garra a otra, es de alrededor de 20 cm, en comparación con los 8 cm del búho chico, los 13 a 15 cm en las lechuza común y los 18 cm en el cárabo lapón. Los búhos americanos pueden aplicar una gran fuerza con sus garras, una presión considerablemente mayor que la que la mano humana es capaz de ejercer. En algunas hembras grandes, el poder de agarre del gran búho americano puede ser comparable a especies de rapaces mucho más grandes como el águila real. El pico duro e inflexible del búho americano mide 3.3–5.2 cm de largo.
Las aberturas externas del oído, que están ocultas por plumas en los costados de la cabeza, son relativamente pequeñas, con el oído izquierdo ligeramente más grande que el derecho. Al igual que otras especies nocturnas, el búho americano tiene los oídos asimétricos lo que le permite la triangulación de los sonidos al cazar en la oscuridad. Los oídos a diferentes alturas, aunque la diferencia no sea muy grande, se diferencian lo suficiente como para que el búho pueda usar el tiempo y la dirección de las ondas de sonido que golpean cada oído para ubicar con precisión la presa. La forma de disco de sus caras también ayuda a dirigir los sonidos que escuchan hacia sus oídos. Si bien se desconoce la verdadera naturaleza o propósito de los penachos emplumados con forma de orejas que están presentes en el búho americano, los investigadores coinciden en que los mismos no juegan ningún papel en la capacidad auditiva del búho. Se estima que su audición es hasta diez veces mayor que la de un ser humano.
Los ojos del búho americano, un poco más pequeños que los ojos de un ser humano, son grandes incluso para un búho y se encuentran entre los ojos más grandes de todos los vertebrados terrestres proporcionalmente al tamaño general del cuerpo. El búho americano tiene ojos cilíndricos que crean una mayor distancia desde la lente del ojo hasta la retina, lo que le permite actuar más como un teleobjetivo para una mejor visión a mayor distancia que la que le proporcionaría unos ojos redondos. Sus ojos están visualmente muy adaptados para la caza nocturna y proporcionan un campo de visión amplio, casi completamente binocular. En lugar de girar los ojos, el búho debe girar toda su cabeza, y puede girar su cuello 270 °. El iris es amarillo, excepto en el búho americano sudamericano que son de color ámbar (B. v. nacurutu).
La finalidad principal del plumaje del búho americano es el camuflaje. Las partes inferiores del cuerpo son generalmente claras con vermiculaciones pardas; las partes dorsales y la parte superior de las alas son moteados de diversos tonos de marrón. Todas las subespecies también tienen vermiculaciones, en distinta intensidad, en los lados.
Posee una mancha blanca de tamaño variable en la garganta. Esta mancha puede extenderse hasta la mitad del pecho e, incluso en ejemplares particularmente pálidos, puede agrandarse hasta el vientre. Los búhos americanos de Sudamérica suelen tener esta mancha blanca más pequeña y rara vez se extiende hasta el pecho. Existen variaciones en la coloración del plumaje tanto individuales como regionales, con los búhos del subártico siendo de color claro y tonos pálidos, mientras que los de la costa del Pacífico de Norteamérica, los de América Central y gran parte de Sudamérica suelen tener un color marrón oscuro parcheado con manchas negruzcas. La piel de los pies y las patas, aunque casi completamente oculta tras las plumas, es negra. El pico y las garras es de color gris oscuro.
Todos los búhos americanos tienen un disco facial. Este puede ser de color rojizo, marrón o gris (variando según la zona geográfica y la subespecie) y está demarcado por un borde oscuro. Las "orejas" de esta especie son en realidad penachos de plumas. El propósito de los mismos no se ha identificado completamente, pero está generalmente aceptada la teoría de que sirven como una señal visual en las interacciones territoriales y sociosexuales con otros búhos.

## Distribución y hábitat
El búho americano se distribuye por todo América del Norte con la excepción de las zonas más frías del ártico donde es sustituido por el búho nival. En América Central su distribución está más fragmentada y solo se encuentra en enclaves aislados. En América del Sur se distribuye por el norte del subcontinente desde Colombia hasta las Guayanas y el noreste de Brasil y también en las cordilleras andinas de Ecuador y Perú. En el sur de Sudamérica también ocupa una amplia zona entre Bolivia y el sureste Brasil hasta el norte de Argentina; más al sur es sustituido por el búho magallánico. La especie esta ausente de lo más profundo de los bosques tropicales del Amazonas, así como de islas del Caribe. Es la segunda especie de búho con una mayor distribución en las Américas tras la Lechuza común. 
Esta especie de búho se encuentra entre las especies de aves más adaptables del mundo en lo que se refiere a su hábitat. Puede vivir en árboles pertenecientes a todo tipo de hábitats: bosques templados, bosques de coníferas, bosques mixtos, bosques tropicales, pampas, praderas, zonas montañosas, desiertos, tundra, costas rocosas, manglares e incluso algunas áreas urbanas. Se encuentra ausente de las áreas con climas más extremos como el interior de los desiertos de Mojave y Sonora. También evita las zonas de bosque profundo y prefiere vivir en áreas de bosque más fragmentado con zonas abiertas donde cazar y grupos de árboles donde descansar y refugiarse. En lugares abiertos como praderas y desiertos pueden residir todo el año mientras existan cañones rocosos, barrancos o zonas arboladas que les sirvan de refugio y lugar de anidación. 
En las zonas montañosas de América del Norte, generalmente están ausentes por encima del límite del bosque, pero se pueden encontrar de hasta 2,100 m en California y 3,300 m en las Montañas Rocosas. En las montañas de los Andes, por otro lado, se han adaptado a ser verdaderas aves montanas, a menudo se encuentran al menos a 3,300 msnm y se registran regularmente en zonas de pastizales de la Puna sin árboles a 4,100 a 4,500 m en Ecuador y Perú. En general, es raro verlos en humedales. Aunque se adapta bien a la vida en áreas urbanas prefiere zonas con menor actividad humana como grandes parques y zonas de cultivo. Todos los búhos americanos son aves residentes que no realizan migraciones salvo cuando las aves no emparejadas o ejemplares jóvenes se mueven en busca de pareja o territorio.

## Comportamiento
Anida en oquedades de troncos, y puede poner de dos a tres huevos. Se alimenta de pequeños mamíferos, reptiles e incluso peces. Se ha reproducido en cautiverio. Se utilizó y se sigue utilizando para cetrería.

## Conservación
Aunque la especie presenta aparentemente amplia distribución en México, existe poca información sobre el estado actual de sus poblaciones y rango de distribución. Al parecer, va desde el norte del país, incluyendo Baja California Norte y Sur, hasta el sur de México incluyendo la Península de Yucatán. La IUCN2019-1 considera a la especie como de preocupación menor. Los principales riesgos que amenazan a la especie son la pérdida del hábitat, disminución de presas, cacería ilegal, uso de plaguicidas y colisión con automóviles, cables eléctricos y construcciones.